# Кутлуай, Ибрагим
Ибрагим Кутлуай (тур. İbrahim Kutluay; р. 7 января 1974, Ускюдар, Стамбул) — турецкий профессиональный баскетболист (защитник), баскетбольный тренер и комментатор.
- Чемпион и обладатель Кубков Турции и Греции
- Победитель Евролиги 2001/2 в составе клуба «Панатинаикос» (единственный турецкий победитель Евролиги), серебряный призёр чемпионата Европы 2001 года в составе сборной Турции
- Участник матчей «Всех звёзд» ФИБА Европа (1997 и 2000), турецкой и греческой лиг
- Основатель баскетбольной Академии Ибрагима Кутлуая

## Игровая карьера
Ибрагим Кутлуай начал играть в баскетбол в юниорских командах стамбульского клуба «Фенербахче». Уже в 16 лет он начал появляться в основном составе клуба, в том числе в матчах европейских клубных турниров, а с 1994 года занял место в «основе», быстро став одним из полезнейших игроков на площадке. Он последовательно играл в нескольких возрастных составах юношеских сборных команд Турции. В 1991 году на чемпионате Европы среди кадетов (до 16 лет) он занял в составе турецкой команды 4-е место, а в 1996 году повторил этот результат с юношеской (до 22 лет) сборной, став попутно её лучшим бомбардиром с 22,3 очка за игру. К этому моменту к его услугам прибегла уже и взрослая сборная Турции, в составе которой он появился на чемпионате Европы 1995 года.
Кутлуай продолжал выступать за «Фенербахче» до 1999 года. За это время он успел поучаствовать в драфте НБА 1996 года (остался не выбранным), принять участие в матче «Всех звёзд» ФИБА Европа 1997 года и стать лучшим бомбардиром Евролиги 1998/99 годов (с 21,4 очка за игру — больше чем на очко опережая занявшего второе место Деяна Бодирогу).
В 1999 году Кутлуай перешёл из «Фенербахче» в ведущий клуб турецкой лиги «Эфес Пилсен». В его составе он стал одним из ключевых игроков, набирая по 15,3 очка и делая по 2,2 результативных передачи за игру Евролиги, и дошёл до Финала четырёх, заняв в итоге третье место. В 2000 году он вторично принял участие в матче «Всех звёзд» Европы. После этого сезона он подписал контракт с греческим клубом АЕК, став первым в истории турком в профессиональных чемпионатах Греции. В сезоне 2000/1 годов он выиграл с АЕКом Кубок Греции, был признан самым полезным игроком этого турнира и на следующий год перешёл в сильнейшую команду Греции — «Панатинаикос».
Летом 2001 года Кутлуай достиг высшего успеха как игрок сборной Турции. В родных стенах он завоевал с командой серебряные медали чемпионата Европы. На этом турнире он был одним из бесспорных лидеров сборной, принося ей за игру в среднем по 21,7 очка и делая по 2,2 перехвата. В последовавшем за этим регулярном сезоне в составе «Панатинаикоса» он стал первым (и на данный момент единственным) турецким баскетболистом, которому удалось выиграть Евролигу. Набирая в среднем за игру на протяжении турнира 10,7 очка, он стал лучшим бомбардиром греческого клуба в финальном матче с болонским «Киндером», принеся «Панатинаикосу» 22 очка. За последние 45 секунд финальной игры он набрал семь очков, включая трёхочковый бросок, решивший судьбу матча. В матче «Всех звёзд» греческой лиги он был назван самым полезным игроком и выиграл соревнование трёхочковых бросков. На следующий год он выиграл с «Панатинаикосом» чемпионат и Кубок Греции, после чего вернулся в Турцию — в ещё один стамбульский клуб «Улкер»
Выиграв в составе «Улкера» Кубок Турции, в сентябре 2004 года Кутлуай подписал договор на два года с клубом НБА «Сиэтл Суперсоникс», став четвёртым турецким игроком в лучшей баскетбольной лиге мира. Однако в НБА он не задержался: проведя в составе «Сиэтла» на площадке только 12 минут за 5 матчей и пропустив 21 игру из-за травмы колена, он вернулся в Европу, где доиграл сезон в составе «Панатинаикоса». За оставшуюся часть года он успел вторично выиграть с «Панатинаикосом» чемпионат и Кубок Греции, а затем вернулся в «Улкер», с которым провёл следующие два года, добавив к своим титулам ещё два звания чемпиона Турции.
В январе 2008 года Кутлуай покинул стамбульский клуб (к этому моменту объединившийся с его первой командой «Фенербахче») и вновь отправился в Грецию — теперь в ПАОК. Это было связано с тем, что по турецким законам профессиональный спортсмен, отработавший за границей три года, имеет право на сокращение срока обязательной военной службы. По окончании сезона он вернулся в Турцию, где провёл последний год профессиональной карьеры в команде «ИТУ».

## Статистика выступлений

### Сборная Турции
| Чемпионат Европы 1995                                                                   | Турция | 5 | 24.4 | 13.6 | 69.6 | 38.9 | 78.9  | 1.8 | 0.6 | 1.8 | 0.0 | 0.8 | 1.0 |
| Чемпионат Европы 1997                                                                   | Турция | 8 | 31.1 | 16.8 | 55.9 | 51.5 | 68.0  | 1.5 | 1.5 | 3.4 | 0.0 | 1.9 | 1.3 |
| Чемпионат Европы 1999                                                                   | Турция | 9 | 21.6 | 6.2  | 33.3 | 25.0 | 77.8  | 1.1 | 1.3 | 2.1 | 0.0 | 0.7 | 1.0 |
| Чемпионат Европы 2001                                                                   | Турция | 6 | 37.3 | 21.7 | 61.8 | 35.6 | 78.1  | 2.2 | 1.2 | 4.0 | 0.2 | 2.2 | 2.0 |
| Чемпионат мира 2002                                                                     | Турция | 8 | 29.5 | 13.8 | 44.4 | 40.9 | 85.7  | 1.5 | 1.9 | 2.8 | 0.0 | 1.1 | 1.8 |
| Чемпионат Европы 2003                                                                   | Турция | 4 | 32.3 | 17.0 | 50.0 | 42.9 | 88.9  | 2.0 | 1.3 | 2.0 | 0.0 | 0.0 | 2.0 |
| Чемпионат Европы 2005                                                                   | Турция | 2 | 23.0 | 9.0  | 25.0 | 50.0 | 100.0 | 0.5 | 0.0 | 4.0 | 0.0 | 2.5 | 2.0 |
| Чемпионат мира 2006                                                                     | Турция | 6 | 25.7 | 9.8  | 52.9 | 33.3 | 72.7  | 2.2 | 1.3 | 2.7 | 0.0 | 0.2 | 1.8 |
| Чемпионат Европы 2007                                                                   | Турция | 6 | 25.2 | 8.7  | 33.3 | 39.4 | 50.0  | 2.2 | 1.0 | 2.7 | 0.0 | 0.5 | 2.0 |
| Наведите курсор мыши на аббревиатуры в заголовке таблицы, чтобы прочесть их расшифровку |        |   |      |      |      |      |       |     |     |     |     |     |     |

### Европейские клубные турниры
| Евролига 1991/92                                                                        | Фенербахче       | 1  | 6.0  | 2.0  | 50.0 | 0.0  | 0.0   | 0.0 | 0.0 | 2.0 | 0.0 | 0.0 | 1.0 |
| Кубок Корача 1992/93                                                                    | Фенербахче       | 1  | 7.0  | 4.0  | 50.0 | 0.0  | 100.0 | 1.0 | 0.0 | 2.0 | 0.0 | 0.0 | 1.0 |
| Кубок Корача 1993/94                                                                    | Фенербахче       | 4  | 3.8  | 0.0  | 0.0  | 0.0  | 0.0   | 0.3 | 0.3 | 2.5 | 0.0 | 0.0 | 0.5 |
| Европейский кубок 1994/95                                                               | Фенербахче       | 12 | 28.7 | 15.9 | 58.9 | 40.8 | 91.3  | 3.5 | 2.0 | 2.8 | 0.0 | 1.5 | 1.7 |
| Кубок Корача 1995/96                                                                    | Фенербахче       | 11 | 30.7 | 18.4 | 63.5 | 38.1 | 64.7  | 3.9 | 1.8 | 3.0 | 0.0 | 1.5 | 2.4 |
| Европейский кубок 1996/97                                                               | Фенербахче       | 13 | 35.4 | 22.8 | 60.4 | 44.0 | 84.7  | 2.0 | 2.1 | 2.8 | 0.0 | 1.2 | 1.8 |
| Европейский кубок 1997/98                                                               | Фенербахче       | 12 | 35.6 | 20.8 | 58.7 | 33.3 | 78.7  | 2.6 | 1.4 | 2.9 | 0.0 | 1.3 | 2.1 |
| Евролига ФИБА 1998/99                                                                   | Фенербахче       | 17 | 36.0 | 21.4 | 57.9 | 38.7 | 71.2  | 1.6 | 1.4 | 3.1 | 0.0 | 1.7 | 2.6 |
| Евролига ФИБА 1999/2000                                                                 | Эфес Пилсен      | 23 | 36.3 | 15.3 | 53.0 | 44.6 | 82.5  | 1.9 | 2.2 | 3.1 | 0.0 | 1.8 | 1.8 |
| Евролига УЛЕБ 2000/01                                                                   | АЕК              | 18 | 29.8 | 15.7 | 48.4 | 34.8 | 72.6  | 2.4 | 1.2 | 3.0 | 0.0 | 0.8 | 2.3 |
| Евролига УЛЕБ 2001/02                                                                   | Панатинаикос     | 18 | 25.7 | 10.7 | 46.3 | 33.8 | 69.6  | 1.8 | 0.9 | 2.9 | 0.0 | 1.0 | 1.4 |
| Евролига УЛЕБ 2002/03                                                                   | Панатинаикос     | 18 | 25.1 | 9.5  | 61.3 | 29.7 | 80.9  | 2.4 | 0.7 | 2.7 | 0.0 | 0.8 | 1.7 |
| Евролига 2003/04                                                                        | Улкер            | 19 | 29.7 | 13.3 | 42.0 | 42.3 | 72.1  | 2.7 | 1.3 | 2.4 | 0.0 | 0.9 | 1.7 |
| Евролига 2004/05                                                                        | Панатинаикос     | 10 | 20.3 | 9.4  | 43.3 | 44.7 | 77.3  | 1.6 | 0.7 | 2.6 | 0.1 | 0.8 | 1.4 |
| Евролига 2005/06                                                                        | Улкер            | 18 | 30.2 | 12.2 | 43.3 | 37.3 | 84.6  | 2.4 | 1.8 | 2.2 | 0.0 | 0.9 | 3.0 |
| Евролига 2006/07                                                                        | Фенербахче-Улкер | 14 | 32.4 | 11.6 | 51.2 | 33.3 | 79.5  | 1.9 | 1.4 | 1.8 | 0.1 | 0.9 | 1.4 |
| Евролига 2007/08                                                                        | Фенербахче-Улкер | 6  | 17.8 | 7.2  | 30.8 | 45.8 | 40.0  | 1.5 | 0.7 | 2.2 | 0.0 | 0.7 | 1.3 |
| Кубок Европы 2007/08                                                                    | ПАОК             | 3  | 28.0 | 17.7 | 50.0 | 32.1 | 76.9  | 2.0 | 0.7 | 2.0 | 0.0 | 0.3 | 2.0 |
| Наведите курсор мыши на аббревиатуры в заголовке таблицы, чтобы прочесть их расшифровку |                  |    |      |      |      |      |       |     |     |     |     |     |     |

## Дальнейшая карьера
Окончив профессиональную игровую карьеру, Кутлуай сотрудничает в качестве спортивного аналитика с турецким новостным каналом NTV. Он также уделяет внимание основанной им ещё в 2001 году баскетбольной академии.